# عفيف البزري
عفيف البزري (1914 – 28 يناير 1994) كان ضابطاً عسكرياً سورياً في الجيش السوري خدم كرئيس أركان الجيش السوري بين عامي 1957 و1959. اتُهم زورًا بتعاطفه مع الشيوعيين تمهيدًا لإطاحته من منصبه كقائد للجيش، وبتزعمه حركة الاتحاد بين سوريا ومصر عام 1958.

## المسيرة
بعد التخرج من الأكاديمية العسكرية في دمشق، عام 1935، تابع البزري تدريباً عسكرياً متقدماً في فرنسا. وقته هناك يُنسب إلى الانخراط في الشيوعية، حيث التقى بعدة شيوعيين فرنسيين. لم ينضم رسمياً للحزب السوري الشيوعي، لكن قيل إنه يتمتع بآراء ماركسية متطرّفة.
في عام 1941، غادر إلى العراق وانضم إلى ثورة رشيد عالي الكيلاني ضد البريطانيين. لقد عاد إلى سوريا بعد أن قمع البريطانيون تمرد الكيلاني. خدم في «القوات الخاصة» التي أنشأتها الفرنسيون، لكنه فر من موقعه لينضم إلى الثوار السوريين عام 1945، مما أدى إلى اعتقاله وترحيله إلى لبنان على يد السلطات الفرنسية.
بعد استقلال سوريا عام 1946، استأنف البزري مسيرته العسكرية كمدرب للتضاريس في أكاديمية حمص العسكرية. قاتل كمتطوع في حرب 1948 العربية الإسرائيلية، وتم تعيينه من قبل رئيس أركان الجيش السوري، حسني الزعيم، في الوفد الذي تفاوض على اتفاقية الهدنة السورية-الإسرائيلية عام 1949.
بدءاً من منتصف الخمسينيات، كان البزري يؤيد الأيديولوجية الاشتراكية في الجيش. بعد أن تحالف الرئيس المصري جمال عبد الناصر مع الاتحاد السوفيتي، انضم البزري إلى حركة القومية العربية، وعُين لاحقاً من قبل الرئيس شكري القوتلي، كرئيس أركان الجيش السوري، لاسترضاء عبد الناصر. تم وصف فترة ولايته بانتشار الفكر العروبي في صفوف الجيش السوري. الكثير من الضباط الذين ترقّوا تحت قيادته كانوا موالين لعبد الناصر. تصادم أيضاً مع سياسيين مناهضين لعبد الناصر من بينهم وزير الدفاع خالد العظم ورئيس الوزراء صبري العسلي، الذي أُجبر على اتّباع سياسة مؤيدة لعبد الناصر تحت التهديد بالاعتقال.
عام 1957، قاد محكمة عسكرية فيما عُرفت بـ«المؤامرة العراقية». اتّهمت المحكمة العديد من السياسيين المناهضين لعبد الناصر بتلقي أموال غير مشروعة من الحكومات العربية المناهضة لعبد الناصر ومن ضمنها العراق والأردن ولبنان إلى جانب التخطيط لاغتيال القادة الناصريين والاشتراكيين بما فيهم عبد الحميد السراج، أكرم الحوراني، خالد بكداش وعفيف البزري. حكمت المحكمة المحكمة حضورياً على 12 سياسياً بمن فيهم أعضاء البرلمان وعدنان الأتاسي وميخائيل اليان. خُففت الأحكام بعد تدخل الحكومات العربية، وبريطانيا والرئيس القوتلي.
قاد البزري وفد الضباط الذي ناشد عبد الناصر بضمان اتحاد كامل بين سوريا ومصر عام 1958. شارك شخصياً في المحادثات التي أدّت في النهاية إلى تأسيس الجمهورية العربية المتحدة في 1 فبراير 1958. لكن سرعان ما تشاجر البزري مع عبد الناصر بعد الاتحاد، لأن عبد الناصر" عيّن صديقه المشير المصري عبد الحكيم عامر حاكماً لسوريا. لم يثق عبد الناصر بالميول الشيوعية للبزري وقام بطرده من منصبه في يونيو 1959 وحظر الحزب الشيوعي بعدها بفترة قصيرة.
دعم البزري انقلاب 1961 الذي أسقط الجمهورية العربية المتحدة. عاد إلى سوريا من منفاه، ولكن رُفض له منصب في الجيش بسبب تاريخه.